# Esteban Martínez
Esteban Yasmani Martínez Justiz (Santiago di Cuba, 8 maggio 1987) è un cestista cubano.

## Carriera
Con Cuba ha disputato i Campionati americani del 2015.